# Ревине Лаго
Ревѝне Ла̀го (на италиански: Revine Lago) е община в Северна Италия, провинция Тревизо, регион Венето. Разположена е на 246 m надморска височина. Населението на общината е 2225 души (към 2014 г.).
Административен център на общината е село Санта Мария (Santa Maria). В общинската територия се намират две малки езера, Лаго (Lago di Lago) и Санта Мария (Lago di Santa Maria).